# 광주숭일중학교
광주숭일중학교(光州崇一中學校)는 대한민국 광주광역시 북구 일곡동에 있는 사립 중학교이다.

## 학교 연혁
- 1908년 2월 1일 : 대한제국 정부로부터 학교시설인가 받음, 광주 최초의 근대학교이자 최초의 사학인 숭일학교 설립, 설립자 배유지(Rev. Eugene Bell) 선교사, 초대 교장 변요한(John Fairman Preston) 목사 취임
- 1909년 4월 10일 : 2년제 소학교 제1회 졸업
- 1912년 5월 : 고등과 4년제와 보통과 6년제 병설인가
- 1914년 5월 30일 : 4년제 중학교(고등과) 제1회 졸업
- 1916년 3월 25일 : 4년제 중학교 제19회 졸업, 특별과 제1회 졸업
- 1931년 7월 31일 : 독립운동에 교사와 학생들 참여로 불령선인(不逞鮮人) 양성소로 지목되어 중학교과정 폐지하고 소학교(보통과)만 설치됨
- 1937년 9월 6일 : 신사참배 거부로 소학교 폐교
- 1945년 11월 21일 : 민족해방과 더불어 6년제 중학교로 복교
- 1947년 5월 31일 : 문보 147호에 의하여 미군정청 문교부로부터 6년제 중학교로 정식인가
- 1951년 7월 5일 : 교육법 개정에 의하여 중학교 3년제, 고등학교 3년제로 개편
- 1951년 7월 16일 : 중학교 제20회(복교 제1회) 졸업
- 1951년 7월 21일 : 중학교 제22회(4년제), 제23회(3학년) 합동 졸업식
- 1955년 12월 31일 : 설립자 명의변경(미국 남장로교 선교회에서 대한예수교 장로회 전남노회유지재단으로 변경)
- 1964년 3월 30일 : 전남노회 유지재단에서 학교법인 숭일학원으로 조직변경
- 1971년 9월 15일 : 광주시 양림동 66번지에서 운암동 110-11번지 신축교사로 이전
- 1993년 5월 3일 : 광주광역시 북구 일곡동 46-24번지 신축교사로 이전
- 2000년 3월 1일 : 남녀공학으로 변경
- 2013년 3월 26일 : 제18대 숭일학원 이사장 한기승 목사 취임
- 2015년 2월 27일 : 급식실 준공
- 2024년 3월 1일 : 제37대 교장 김성민 선생 취임
- 2025년 1월 10일 : 중학교 제97회 졸업 183명(총 29,033명)

## 참고 자료
- 광주숭일중학교 - 한국교육학술정보원 학교알리미